# Georgi Albertowitsch Krassinski
Georgi Albertowitsch Krassinski (russisch Георгий Альбертович Красинский, wiss. Transliteration Georgij Al'bertovič Krasinskij, englische Schreibweise Krasinsky; * 19. Februar 1939 in Leningrad, Sowjetunion; † 17. März 2011 in Sankt Petersburg, Russland) war ein russischer Physiker und Astronom.

## Leben
Krassinski studierte an der Staatlichen Universität Leningrad, wo er 1961 an der Fakultät für Mathematik und Mechanik sein Examen machte und 1965 promoviert wurde. Von 1964 bis 1987 arbeitete er am Institut für theoretische Astronomie, ab 1988 am Institut für angewandte Astronomie der Akademie der Wissenschaften der UdSSR. 1989 wurde er habilitiert und zum Leiter des Labors für Ephemeriden-Astronomie ernannt. Krassinski erarbeitete mit Kollegen auf dem Gebiet der Astrodynamik das Softwaresystem ERA („Ephemerides for Research in Astronomy“) und entwickelte damit eine numerische Langzeittheorie der Bewegungen von Planeten im Sonnensystem. Für seine Beiträge zur Radiointerferometrie wurde er 2002 ausgezeichnet. Er bekleidete in der Internationalen Astronomischen Union (IAU) verschiedene Positionen und war dort zuletzt von 2003 bis 2006 Präsident der Kommission 4 für Ephemeriden. Nach ihm wurde der Asteroid (5714) Krasinsky benannt. Die Astronomin Jelena Pitjewa ist eine Schülerin von Krassinski.

## Auszeichnungen
- 1980: Ehrenzeichen der Sowjetunion
- 1982: Staatspreis der UdSSR
- 2002: Orden der Ehre

## Veröffentlichungen (Auswahl)
- G. A. Krasinsky und Victor A. Brumberg: Secular Increase of Astronomical Unit from Analysis of the Major Planet Motions, and its Interpretation. Celestial Mechanics and Dynamical Astronomy 90: 267–288, (2004) (PDF; 211 kB).
- G. A. Krasinsky, E. V. Pitjeva, M. V. Vasilyev, E. I. Yagudina: Hidden Mass in the Asteroid Belt. In: Icarus. Band 158, Nr. 1, 2002, S. 98–105, doi:10.1006/icar.2002.6837.